# Pegaso (motortype)

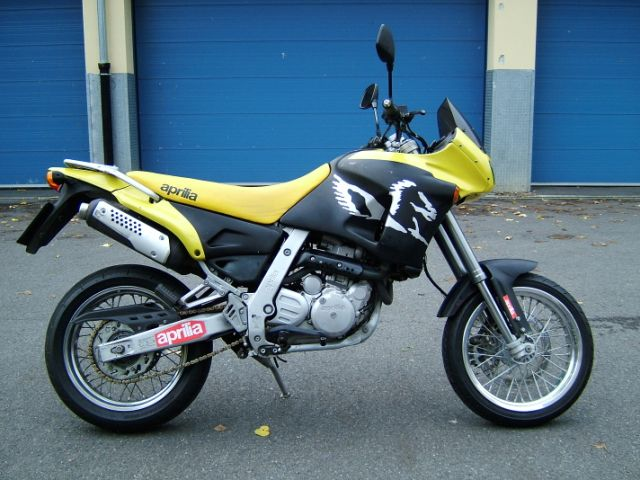
De Aprilia Pegaso

De Pegaso is een lijn allroadmotorfietsen van het Italiaanse merk Aprilia.

## Historie
Aprilia lanceerde de Pegaso in 1990 in twee versies: Versie 1 is een 125 cc motor (tot 1992) en versie 2 is een 600 / 650 cc motor. Deze lijn loopt in 2009 nog steeds, alhoewel dit model niet meer in Nederland verkocht wordt.

## Kenmerken
De Pegaso is een eencilinder motorfiets in het Allroad segement.
De 600 cc variant kwam op de markt in 1990, en werd in 1992 vervangen door een 650 cc blok van Rotax met 5 kleppen per cilinder.